# Туше, Мари
Мария Туше (фр. Marie Touchet; 1549, Орлеан — 28 марта 1638[…], Париж) — официальная фаворитка короля Карла IX, мать Екатерины Генриетты д’Антраг.

## Биография
Дочь лейтенанта Жана Туше, служившего помощником наместника в Орлеанском суде, и его жены Марии Мати. Осенью 1566 года на балу (по другим данным — на охоте) в Орлеане познакомилась с будущим королём Франции Карлом IX и влюбилась в него с первого взгляда. 
Мария отличалась красотой, образованностью, кротостью; по воспоминаниям современников, у неё было «круглое лицо, красивого разреза живые глаза, хорошей пропорции нос, маленький рот, восхитительно очерченная нижняя часть лица». Карл был очарован молодой фламандкой и увёз её в Париж. Здесь Мария сначала была камеристкой младшей сестры короля принцессы Маргариты, затем работала в Лувре, а после Варфоломеевской ночи, в результате которой чуть не была убита, жила в замке Файе. Несмотря на статус официальной фаворитки, Мари Туше изменяла Карлу, в том числе с полководцем Блезом де Монлюком.
У Карла и Марии родилось  двое детей, и отношения влюблённых продолжались даже после того, как осенью 1570 г. король по воле своей матери женился на австрийской принцессе Елизавете Габсбург. Несмотря на то, что Елизавета считалась в те времена красивейшей принцессой Европы, Карл не мог забыть очаровательную Мари Туше и при первой же возможности мчался к фаворитке. Но в 1574 году король тяжело заболел и 30 мая скончался от плеврита. После смерти возлюбленного в 1578 году Туше вышла замуж за Франсуа де Бальзака, маркиза д’Антрага, губернатора Орлеана. В браке Мари родила двух дочерей.

## Дети
От короля Карла IX:
- сын (умер в младенчестве);
- Шарль де Валуа (1573—1650), граф Овернский, герцог Ангулемский, граф де Понтье, пэр Франции.

От Франсуа де Бальзака:
- Екатерина Генриетта де Бальзак д'Антраг (1579—1633), маркиза де Верней, фаворитка французского короля Генриха IV, мать двоих его внебрачных детей;
- Мария Шарлотта де Бальзак (1588—1664), любовница Франсуа де Бассомпьера, маршала Франции, мать его сына Луи де Бассомпьера, епископа Сентского.